# Khasijski bor
Khasijski bor (benguetski bor ili troigličasti bor; lat. Pinus kesiya) jedan je od najraširenijih borova u Aziji. Rasprostire se na jug i istok od pobrđa Khasi u sjeveroistočnoj indijskoj državi Meghalaya, a na sjever do Tajlanda, Filipina, Mjanmara, Kambodže, Laosa, i krajnjeg juga Kine i Vijetnama. Drugdje u svijetu, uključujući južnu Africi i Južnoj Ameriku, to je važna plantažna vrsta.
Uobičajeni naziv "Khasi bor" potječe iz brda Khasi u Indiji, a "Benguet bor" potječe iz kopnene provincije Benguet u Luzonu, na Filipinima, gdje je dominantna vrsta luzonskih tropskih borovih šuma. Benguetski bor ponekad se tretira kao zasebna vrsta, Pinus insularis ; međutim, postojeće je mišljenje tretirati ga kao da je ista vrsta kao i P. kesiya. Grad Baguio nosi nadimak "Grad borova", zbog velikog broja ovih stabala. 

## Opis
Pinus kesiya je drvo visoko do 30–35 m s ravnim, cilindričnim deblom. Kora je gusta i tamno smeđa, s dubokim uzdužnim pukotinama. Grane su robusne, crveno smeđe boje od druge godine, grančice su vodoravne do viseće. Listovi su igličasti, tamnozeleni, obično 3 u svežnju, 15–20 cm dugački, omotač svežnja je dug 1–2 cm i postojan. Češeri su jajoliki, dugački 5–9 cm, često zakrivljen prema dolje, ponekad blago iskrivljeni; ljuskice dvogodišnjih češera su guste, umbos je malo konveksan, ponekad oštro šiljast. Ljuske imaju poprečni i uzdužni greben preko sredine površine ljuske. Sjemenke su krilate, 6–7 mm dugačke s krilom od 1,5–2,5 cm. Oprašivanje je sredinom proljeća, a češeri sazrijevaju 18-20 mjeseci nakon toga. 
Khasijski bor obično raste u čistim sastojinama ili pomiješanim sa širokolisnim drvećem, ali ne formira otvorene borove šume. 

## Komercijalna uporaba
Meko i lagano drvo Pinus kesiya može se koristiti za širok raspon primjena, uključujući kutije, papirnu celulozu i privremene električne stupove. Intenzivno se koristi za drvo, koje se dobiva u prirodnim šumama i plantažama.
Kvalitetna smole nije obilna i nije se često koristila, osim u španjolskom kolonijalnom razdoblju na Filipinima za proizvodnju terpentina. 

## Vanjske poveznice
|  | Zajednički poslužitelj ima stranicu o temi Pinus kesiya    |
|  | Zajednički poslužitelj ima još gradiva o temi Pinus kesiya |
|  | Wikivrste imaju podatke o taksonu Pinus kesiya             |

- Gymnosperm Database: Pinus kesiya
- Suitability of Pinus kesiya for tree-ring analyses